# Nhà thờ chính tòa Speyer
Nhà thờ chính tòa Speyer có tên chính thức là Vương cung thánh đường Nhà thờ chính tòa Hoàng gia Lễ thăng thiên của Đức mẹ đồng trinh và Thánh Stephen, trong tiếng Latinh là Domus sanctae Mariae Spirae (Đức: Dom zu Unserer lieben Frau in Speyer) là một nhà thờ chính tòa nằm ở Speyer, Đức. Đây là nhà thờ chính tòa của Giáo phận Speyer và Phó giám mục của Tổng giáo phận Bamberg. Đây là nơi dành riêng cho Đức Mẹ Maria, vị thánh bảo trợ của Speyer ("Patrona Spirensis") và thánh Stephen còn được biết đến là Kaiserdom zu Speyer (Nhà thờ chính tòa Hoàng gia Speyer). Giáo hoàng Piô XI là người đã sắc phong nhà thờ này là một tiểu vương cung thánh đường của Giáo hội Công giáo Rôma vào năm 1925.
Nó bắt đầu được xây dựng vào năm 1030 bởi Konrad II với cuối phía đông và vòm cao được xây dựng từ 1090–1103, với vòm vương cung thánh đường ba nhịp cột hoành tráng màu đỏ của đá sa thạch được coi là đỉnh cao của một thiết kế cực kỳ có ảnh hưởng trong sự phát triển tiếp theo của kiến trúc Roman trong 11 và 12. Đây là nơi chôn cất của hoàng đế và vua của Salier, Staufer và cả Habsburg khiến nó được coi là biểu tượng quyền lực của đế quốc. Với việc Tu viện Cluny chỉ còn lại một phần nhỏ do bị cướp phá năm 1790, Nhà thờ chính tòa Speyer trở thành nhà thờ mang kiến trúc Roman lớn nhất thế giới. Nó được coi là "một bước ngoặt trong kiến trúc châu Âu", một trong những di tích kiến trúc quan trọng nhất thời bấy giờ và là một trong những di tích La Mã đẹp nhất thế giới.
Năm 1981, nhà thờ này đã được UNESCO công nhận là Di sản thế giới nhờ tầm quan trọng về văn hóa như là một tượng đài lớn của nghệ thuật Roman ở Đế chế Đức.

## Lịch sử và kiến trúc

### Trung cổ
Vào năm 1025, Konrad II đã ra lệnh xây dựng nhà thờ lớn nhất của thế giới Kitô giáo phía tây ở Speyer, nơi cũng được cho là nơi an nghỉ cuối cùng của ông. Việc xây dựng bắt đầu vào năm 1030 trên khu vực của một vương cung thánh đường cũ nằm trên một cao nguyên cao ngay bên phải sông Rhein nhưng an toàn khi nước dâng cao. Cùng với Santiago de Compostela (bắt đầu vào năm 1075), tu viện Cluny (Cluny III, bắt đầu vào năm 1085) và Nhà thờ chính tòa Durham (bắt đầu vào năm 1093) là những dự án đầy tham vọng nhất lúc bấy giờ. Đá sa thạch đỏ được sử dụng xây dựng lấy từ những ngọn núi của khu rừng Pfalz và được cho là được chuyển xuống bằng kênh Speyerbach, một dòng suối chảy từ những ngọn núi vào sông Rhein tại Speyer. Cả Konrad II và con trai của ông là Heinrich III đều không thể kịp thấy công trình vĩ đại này hoàn thành. Konrad II qua đời năm 1039 và được chôn cất trong nhà thờ khi nó vẫn đang được xây dựng còn Heinrich III thi hài cũng được đặt bên cạnh cha của mình vào năm 1056. Hai ngôi mộ được đặt ở lối đi trung tâm phía trước bàn thờ.
Khi gần hoàn thành, nhà thờ được thánh hiến vào năm 1061. Giai đoạn xây dựng này được gọi là Speyer I bao gồm công trình phía tây, một gian giữa với hai lối đi và một cánh ngang liền kề. Dàn hợp xướng nằm bên sườn bởi hai tòa tháp. Hậu cung ban đầu là một hình tròn bên trong nhưng bên ngoài là hình chữ nhật. Gian giữa được bao phủ bởi một trần gỗ phẳng nhưng các lối đi đã được uốn vòm, khiến cho nó trở thành nhà thờ chính tòa uốn vòm lớn thứ hai ở phía bắc dãy Anpơ sau nhà thờ chính tòa Aachen. Nó được coi là kết quả tuyệt vời nhất của kiến trúc Salier đầu tiên và "đỉnh cao của một thiết kế có ảnh hưởng cực kỳ lớn trong sự phát triển tiếp theo của kiến trúc Roman trong thế kỷ 11 và 12.
Khoảng năm 1090, cháu trai của Konrad II là Heinrich IV đã tiến hành một tái thiết đầy tham vọng để mở rộng thánh đường. Ông đã phá hủy các phần phía đông và nền móng được thi công ở độ sâu tới 8 mét. Chỉ có các tầng thấp hơn và hầm mộ của Speyer I là được giữ nguyên. Gian giữa được nâng lên 5 mét và trần gỗ phẳng thay thế bằng một vòm nhọn vuông, một trong những thành tựu nổi bật của kiến trúc Roman. Mỗi vòm kéo dài hai nhịp của mặt chiếu. Mỗi hai cột được bổ sung thêm một trụ liền tường rộng hoặc dosseret hình thành lên hệ thống trụ tường trong. Các thân cột được gắn vào tường xuất hiện ở các tòa nhà dọc theo sông Loire (St. Benoit-sur-Loire, Auxerre, Loches) sau đó lan rộng ra khắp các vùng Normandie và Rheinland.
Ví dụ đương đại duy nhất khác về hệ thống nhịp như vậy là ở nhà thờ San Vincente ở Cardona, Tây Ban Nha. Hệ thống hai nhịp của Speyer hoạt động như một sự hỗ trợ cho các vòm đá đã được sao chép trong nhiều di tích dọc theo sông Rhein. Việc bổ sung các vòm nhọn giúp cho việc kết hợp các cửa sổ nóc vòm có thể thực hiện được chức năng của nó mà không làm yếu cấu trúc. Kết quả là một phần trong trợ lực của công trình kỷ niệm, mặc dù lộ hẳn ra và có dạng lăng trụ so với các công trình Pháp cùng thời nhưng nó đã truyền tải một cách ấn tượng về vẻ trang trọng của kiến trúc Roman, một điều rất đáng chú ý tương thích nhà thờ là một thước đo về kỳ vọng chính trị của Heinrich IV.